# Scharfenstein (Wernigerode)
Der Scharfenstein ist ein 462,4 m ü. NHN hoher Bergsporn des Eichberg-Süd (486,4 m) im Harz nahe Wernigerode im Landkreis Harz in Sachsen-Anhalt.

## Geographische Lage
Der Scharfenstein liegt im Naturpark Harz/Sachsen-Anhalt am Ostrand des Oberharzes. Er befindet sich etwa 1,5 km südsüdwestlich von Nöschenrode, einem südöstlichen Stadtteil von Wernigerode. Nach Norden leitet eine Scharte zum Eichberg-Süd über und östlich befindet sich der Astberg (474,8 m). In Richtung Westen und Südwesten fällt der Sporn in das Kalte Tal und nach Süden und Südosten in jenes des Zillierbachs ab.
Am und auf dem Berg befindet sich die Scharfensteinklippe mit kleiner Blockhalde.

## Wandern
Zum Scharfenstein verläuft aus Richtung Norden vom Eichberg-Süd kommend ein Pfad. Von dessen Südende führt eine schmale Steintreppe auf den Sporngipfel. Vom dortigen Aussichtspunkt fällt der Blick im Harz unter anderem zum Brocken. Denselben Pfad wandert man auch zurück, weil das Sporngelände mit Ausnahme von Richtung Norden zu allen Seiten steil abfällt. Der Berg ist als Nr. 34 in das System der Stempelstellen der Harzer Wandernadel einbezogen.